# Big Boss Man

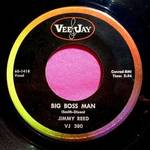
Big Boss Man Jimmy Reed

Big Boss Man ist ein Bluessong der 1960 von Luther Dixon, dem Haussongschreiber von Vee-Jay und Al Smith, seinem Produzenten, für Jimmy Reed geschrieben wurde. 1961 erschien der Song als Single und erreichte Platz 13 der R&B-Charts, in den Pop-Charts kam der Titel auf Platz 78. 1960 wurde er auf der LP Found Love veröffentlicht. Gemeinsam mit Bright Lights, Big City wurde der Song in die Liste der Rock and Roll Hall of Fame der 500 Songs, die den Rock and Roll formten, aufgenommen. 1990 wurde er auch in die Blues Hall of Fame der Blues Foundation aufgenommen. In der Originalversion ist Jimmy Reeds Frau Mamma Reed als Backgroundsängerin zu hören. Inhaltlich kritisiert der Song einen großen Boss, der seine Arbeiter ausbeutet: “You got me working, boss man – Working ’round the clock, I want me a drink of water, You won’t let me stop …” (deutsch: „Du lässt mich arbeiten, rund um die Uhr arbeiten, und wenn ich einen Schluck Wasser will, lässt du mich nicht aufhören …“)

## Wirkungsgeschichte
Der Song wurde von vielen Rock-, Blues- und Countrymusikern gecovert. Die wohl berühmteste nahm Elvis Presley 1967 auf, sie brachte es in den Charts bis auf Platz 38. Elvis brachte den Song bei seinem 1968 Comebackspecial und sang ihn in den 1970er Jahren oft auf Tournee.
Unter anderem gibt es auch Coverversionen von  Frank Frost, The Animals, Big Jack Johnson, Koko Taylor, Alan Price, Jerry Lee Lewis, Charlie Rich, Conway Twitty, John Hammond, Bobby Gentry, Nancy Sinatra, The Grateful Dead, The Who, Tom Petty & The Heartbreakers, Steve Miller, The Pretty Things, David Bowie, T-Model Ford und vielen anderen. Die Coverversion von Junior Reid wurde im Film Office Space – Der alltägliche Wahnsinn im Büro verwendet.

## Charts
- USA R&B Charts: #13
- USA Pop Charts: #78